# Списак тврђава у Словенији
Списак тврђава у Словенији представља списак остатака средњовековне фортификационе архитектуре на територији републике Словеније. На списку се налазе:
- Тврђаве
- Утврђене куле (тзв. „донжон куле“)
- Манастирска утврђења

Овај списак није коначан и у фази је израде, а на њему се налази више назива за исто утврђење ради лакшег сналажења.

## М
- Мокрице - око 8км југоисточно од Брежица, данас хотел.

## П
- Предјамски Град - Изнад истоименог села на стени, недалеко од Постојине. Утврда је данас потпуно очувана.

## С
- Снежник - На обронцима истоимене планине, недалеко од Постојине. Тврђава је данас скроз очувана.

## Ц
- Цељски Град - Градска тврђава у Цељу, седиште грофова Цељских. Данас има значајних остатака утврде.